# 矢部徳美
矢部 徳美（やべ のりよし、1948年6月29日 - ）は、福島県出身の元プロ野球選手。ポジションは内野手。

## 来歴・人物
内郷高校では1年から遊撃手。1966年夏の甲子園県予選で準々決勝に進むが会津高に敗退。高校卒業後は常磐炭鉱に入社。同社の系列会社で構成する社会人野球チームであるオール常磐に入団、遊撃手として活躍する。
一番打者として1970年の都市対抗に出場。1回戦では電電東海を相手に逆転本塁打を放ち、勝利の立役者となる。2回戦で日本石油のエース三浦健二に完封を喫するが、小柄ながら好守好打の内野手として注目を浴びる。
1970年ドラフト会議で南海ホークスから2位指名を受け入団。1971年のジュニアオールスターに出場。同年のシーズン終盤に遊撃手として初出場初先発を果たすが、その後は出場機会がなく、1972年限りで引退。

## 詳細情報

### 年度別打撃成績
| 年 度    | 球 団    | 試 合 | 打 席 | 打 数 | 得 点 | 安 打 | 二 塁 打 | 三 塁 打 | 本 塁 打 | 塁 打 | 打 点 | 盗 塁 | 盗 塁 死 | 犠 打 | 犠 飛 | 四 球 | 敬 遠 | 死 球 | 三 振 | 併 殺 打 | 打 率 | 出 塁 率 | 長 打 率 | O P S |
| -------- | -------- | ----- | ----- | ----- | ----- | ----- | -------- | -------- | -------- | ----- | ----- | ----- | -------- | ----- | ----- | ----- | ----- | ----- | ----- | -------- | ----- | -------- | -------- | ----- |
| 1971     | 南海     | 1     | 4     | 3     | 0     | 0     | 0        | 0        | 0        | 0     | 0     | 0     | 0        | 1     | 0     | 0     | 0     | 0     | 0     | 0        | .000  | .000     | .000     | .000  |
| 通算:1年 | 通算:1年 | 1     | 4     | 3     | 0     | 0     | 0        | 0        | 0        | 0     | 0     | 0     | 0        | 1     | 0     | 0     | 0     | 0     | 0     | 0        | .000  | .000     | .000     | .000  |

### 記録
- 初出場・初先発出場：1971年10月9日、対近鉄バファローズ25回戦（日生球場）、8番・遊撃手として先発出場

### 背番号
- 9 （1971年 - 1972年）